# Kathlaniinae
Die Kathlaniinae sind eine Unterfamilie der Spulwürmer mit über 140 Arten.

## Merkmale
Der Pharynxabschnitt des Ösophagus hat keine Zähnchenreihen, ein Darmdivertikel ist nicht ausgebildet. Der Bulbus des Ösophagus ist muskulös und besitzt Klappen. Vor dem Anus liegen ein, manchmal mehrere Saugnäpfe.

## Systematik
Die Kathlaniinae werden in folgende Gattungen gegliedert:
- Amblyonema Linstow, 1898
- Cissophyllus Railliet & Henry, 1912
- Dacnitoides Ward & Magath, 1917
- Falcaustra Lane, 1915
- Kathlania Lane, 1914
- Megalobatrachonema Yamaguti, 1941
- Myleusnema Moravec & Thatcher, 1996
- Oniscicula Schwenk, 1927
- Probstmayria Ransom, 1907
- Spectatus Travassos, 1923
- Spironoura Leidy, 1856
- Tonaudia Travassos, 1918
- Urodelema Baker, 1981

Hodda (2022) führt auch die Gattung Serradacnitis (Lane, 1916) als monotypische Gattung innerhalb der Kathlaniinae. In die CIH keys to the nematode parasites of vertebrates wurde sie jedoch nicht aufgenommen und die World Database of Nematodes und das Interim Register of Marine an Nonmarine Genera führen sie nur als Synonym für Cucullanus. Gleiches gilt für die Gattung Dacnitis (Dujardin, 1845).